# Burg Hermannstein
Die Burg Hermannstein liegt auf dem Schwarzenberg als Höhenburg über dem heutigen Wetzlarer Stadtteil Hermannstein in Mittelhessen.

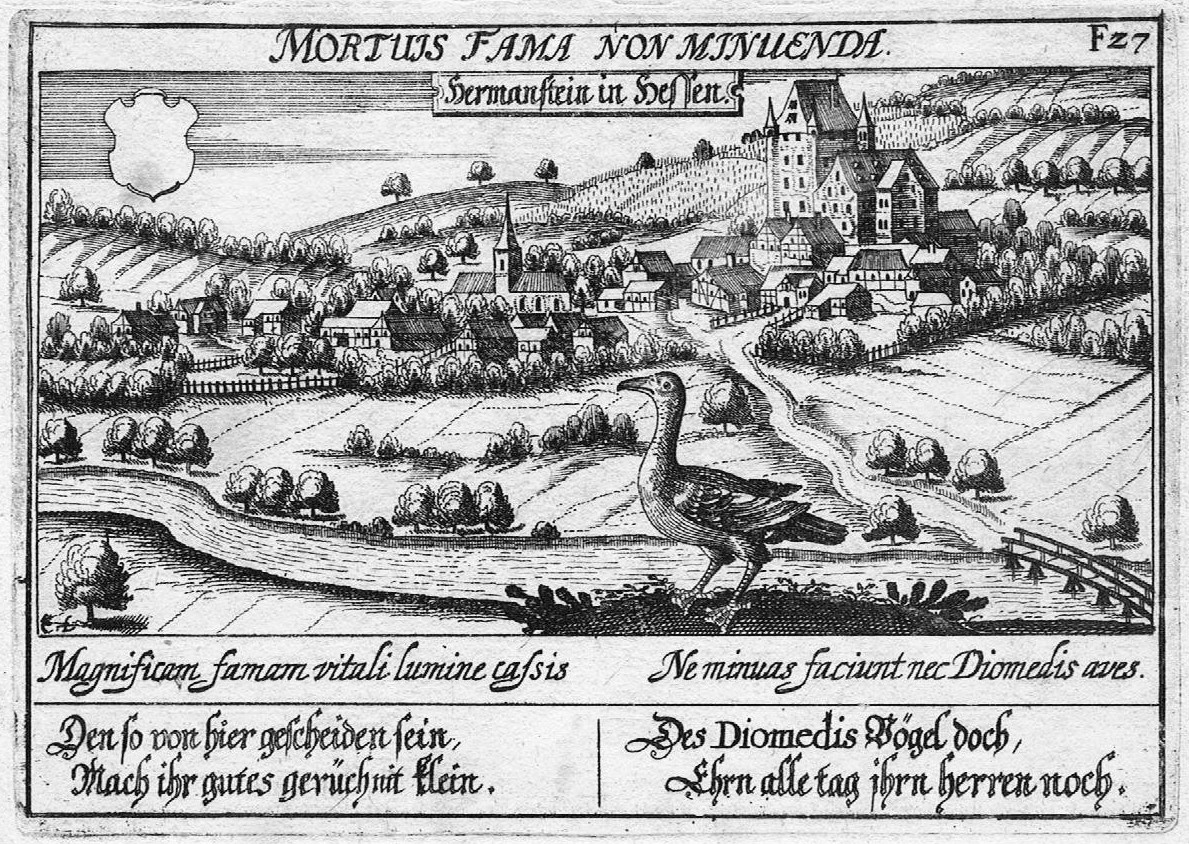
Daniel Meisner / Eberhard Kieser: Thesaurus Philopoliticus (1631) mit Ansicht von Hermannstein.

Die Oberburg der Burg Hermannstein entstand gegen Ende des 14. Jahrhunderts zum Schutz der Hohen Straße und der hessischen Grenze oberhalb des Lahntals. Sie lehnt sich in ihrer Form an französische Donjons an. Die Unterburg (auch Mittelburg genannt) wurde im 15. Jahrhundert erbaut.

## Geschichte
1376 nutzte Graf Johann IV. von Solms-Burgsolms die Unruhen innerhalb Wetzlars, um sich der Stadt zu bemächtigten. Kaiser Karl IV. hatte ihn beauftragt, den alten Rat wieder einzusetzen, was der Graf ausnutzte, um die Stadtherrschaft selbst zu übernehmen. Als Gegenmaßnahme entschloss sich Landgraf Hermann II. zum Bau einer Burg vor den Toren Wetzlars auf solmsischem Terrain. Der Baubeginn der Burg steht nicht genau fest. 1377 war der Burgbau noch nicht vollendet, könnte aber in vollem Gange gewesen sein. Nach Eintragungen des hessischen Rentmeisters wurden im Juli 1377 Kalk und Steine nach Hermannstein geliefert. Die Gegner des Landgrafen versuchten, den Burgbau zu stören, konnten ihn aber nicht verhindern.
Handwerksmeister waren wahrscheinlich der Zimmermann Gumprecht und der Steinmetz Tilemann. Dieser dürfte identisch mit Tyle von Frankenberg sein, der von 1360 bis 1374 am Wetzlarer Dom wirkte. Durch finanzielle Not der Wetzlarer mussten die dortigen Arbeiten unterbrochen werden. Tile von Frankenberg soll dann an der Burg Hermannstein gebaut haben.
Nachdem 1379 ein Friedensvertrag zwischen Graf Johann IV. und Landgraf Hermann II. geschlossen wurde, fiel das ehemals solmsische Gebiet, auf dem der Hermannstein errichtet worden war, an Hessen. Den Solmsern wurde jedoch die Möglichkeit eingeräumt, gemeinsam mit Hessen unterhalb der Burg ein Dorf zu errichten, das je zur Hälfte Hessen und Solms gehören sollte. Von dieser Möglichkeit machten die Grafen von Solms aber wahrscheinlich keinen Gebrauch.
Der Landgraf ließ den Hermannstein zunächst von Burgmannen verwalten. Später benutzte er ihn in finanziellen Notzeiten auch als Pfandobjekt. Der erste Burgmann war 1378 Dietrich von Buchenau. Wahrscheinlich beaufsichtigte er auch die Fertigstellung der Burg. 1381 folgte Kuno von Rodenhausen, 1386 Gumpracht von Hohenfels. Danach wurde die Burg an Gottfried von Girmes und Gernand Rau von Holzhausen verpfändet. Sie erhielten Burg, Ort und Zubehör.
1437, als Henne Wais von Fauerbach im Pfandbesitz der Burg war, wurde ein Anschlag auf den Hermannstein verübt und Feuer gelegt. Henne beschuldigte den Grafen Bernhard von Solms-Braunfels, der Anstifter dieses Anschlags gewesen zu sein, konnte dies aber nicht beweisen. 1438 bat Henne den Landgrafen Ludwig I., die Burg dem Volgerecht von Schwalbach als Lehen zu geben.
1444 war Johann von Schwalbach Herr auf Hermannstein, 1448 verwaltete Simon Schütz als Amtmann die Burg.
1455 übernahm Daniel von Mudersbach für 200 Gulden die Burg als Pfand. 1466 verpfändete Landgraf Heinrich III. die Burg für 200 rheinische Gulden in einem Schuldbrief und 700 Gulden in bar an Daniels Sohn, den Amtmann Ludwig von Mudersbach und dessen Frau Liese.
1481 erwarb Johann Schenk zu Schweinsberg die baufällige Burg mit allem Zubehör, mit Einwilligung des Landgrafen Heinrich III., für 900 Gulden von Mudersbachs Witwe und erhielt sie dann von Heinrich III. für weitere 4000 Gulden als ein an den Landgrafen heimfallendes Lehen. Johann und seine Gemahlin Margaretha von Schlitz gen. von Görtz residierten seitdem auf Burg Hermannstein, die in einem sehr schlechten Zustand war. 1486 bekundete Landgraf Wilhelm III., dass der Hermannstein „gantz verganglich und baufällig gewesen ist“. Gleichzeitig erkannte er auch die hohen Kosten an, die dem Marschall zur Wiederherstellung der Burg entstanden waren. Johann Schenck hatte zunächst 1200 Gulden verbaut, als ihm 1486 gestattet wurde, weitere 800 Gulden zu investieren. Einen Teil des Geldes verwandte er zur Errichtung der Unterburg.
Graf Otto von Solms-Braunfels (1426–1504), der unter anderem mit der Hälfte von Hermannstein belehnt war, legte gegen die Schenckische Besitzergreifung Beschwerde ein und versuchte den gesamten Hermannstein an sich zu bringen. Der Streit wurde 1489 durch Vermittlung des Kurfürsten Philipp von der Pfalz beigelegt. Otto von Solms-Braunfels wurde der Anspruch auf eine Hälfte der Burg Hermannstein insoweit anerkannt und bereinigt, dass er diese Hälfte vom Landgrafen zu Lehen nahm und sie sofort an Johann Schenk zu Schweinsberg als Afterlehen weitergab.
Die Nachfahren von Johann und Margaretha bezeichneten sich später als Hermannsteiner Linie der Schenck zu Schweinsberg. (Diese Linie schrieb ihren Namen meist nur mit „k“, nicht mit „ck“.)
Wann die Freiherren von der Burg in den angrenzenden Gutshof umsiedelten, ist nicht bekannt. Ein Kupferstich aus dem Jahre 1631 von Daniel Meisner zeigt die Burg noch wohlerhalten. 
1691 wurden Baron Carl-Wilhelm von Curti (* 26. Dezember 1654; † 13. April o. September 1733) (alias Sir Charles William Curtius, 2. Baronet: siehe  Wilhelm von Curti) und Anna Helena von Schenk/Schenck zu Schweinsberg in der Burg verheiratet. 
1717 heißt es: ... in dem Hochadl. Hauß Ehelich eingesegnet und getraut worden, was sich bereits auf den Gutshof beziehen könnte. 1787 schrieb Pfarrer Görtz: Schade, daß diesen Turm, der zum ewigen Andenken seiner Erbauer erhalten zu werden diente, nicht Zeit und Alter, sondern verwüstende Hände zum Theil zerstören. Manches Mauerwerk in Hermannstein wird im Laufe der Jahrhunderte aus den Steinen der Burg errichtet worden sein. So verfiel die Burg und wurde zur Ruine.
1961 wurde die Burg an die Buderus AG verkauft. 1965 wurde sie Privatbesitz, renoviert und bis 2009 bewohnt. 2010 kaufte das niederländische Ehepaar Emile und Heidy van Duren die Burg. Ab Februar 2012 bewohnten und restaurierten dessen Mitarbeiter die Burg teilweise. 2019 kauften das amerikanische Ehepaar Leonhard und Beatriz LeComte die Burg Hermannstein.

## Baubeschreibung

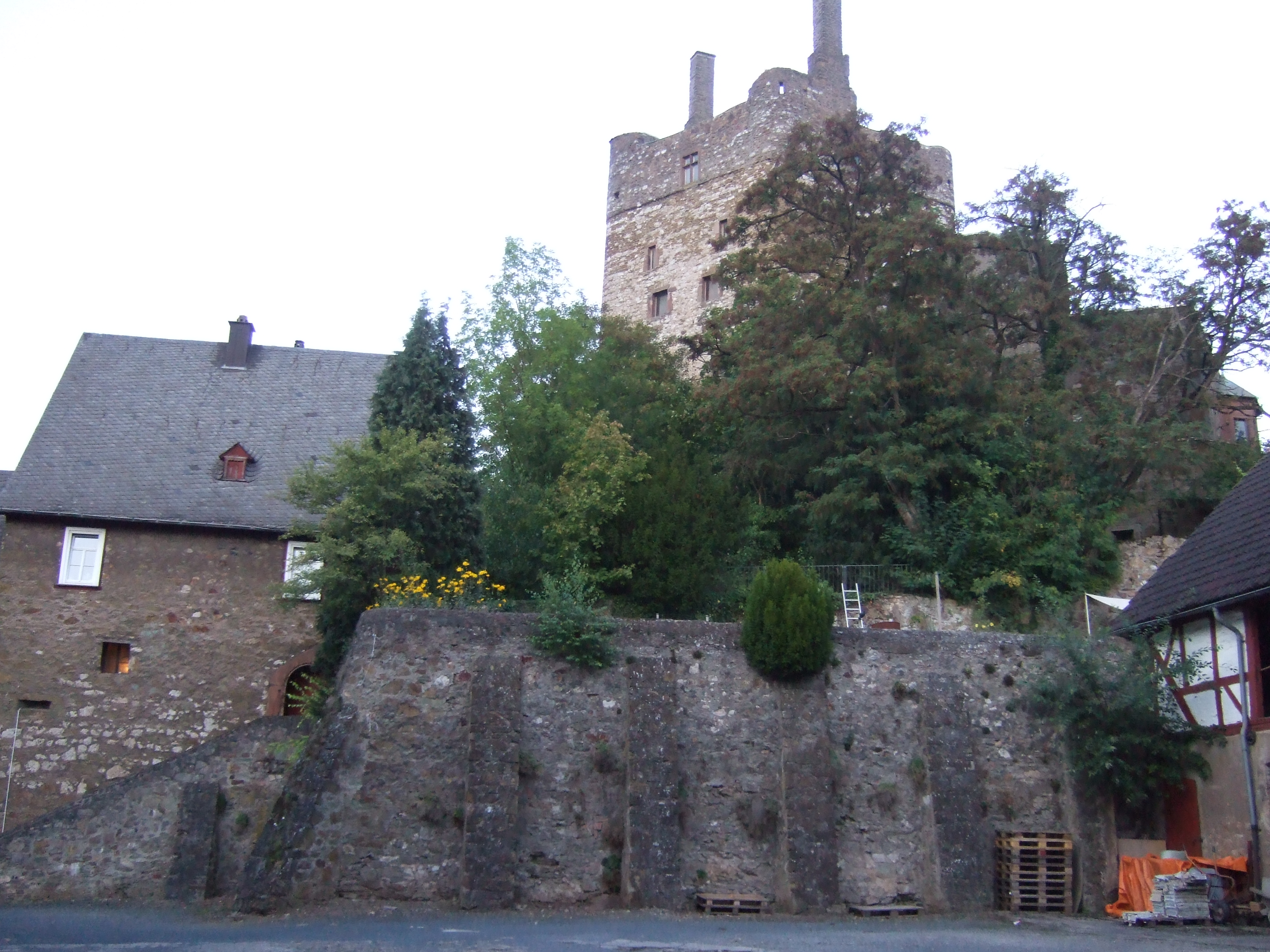
Burgansicht von der Burgstraße aus

Die Burg besteht aus Oberburg und Unterburg. Das Erdgeschoss der Oberburg liegt mit dem zweiten Obergeschoss der Unterburg in einer Ebene.

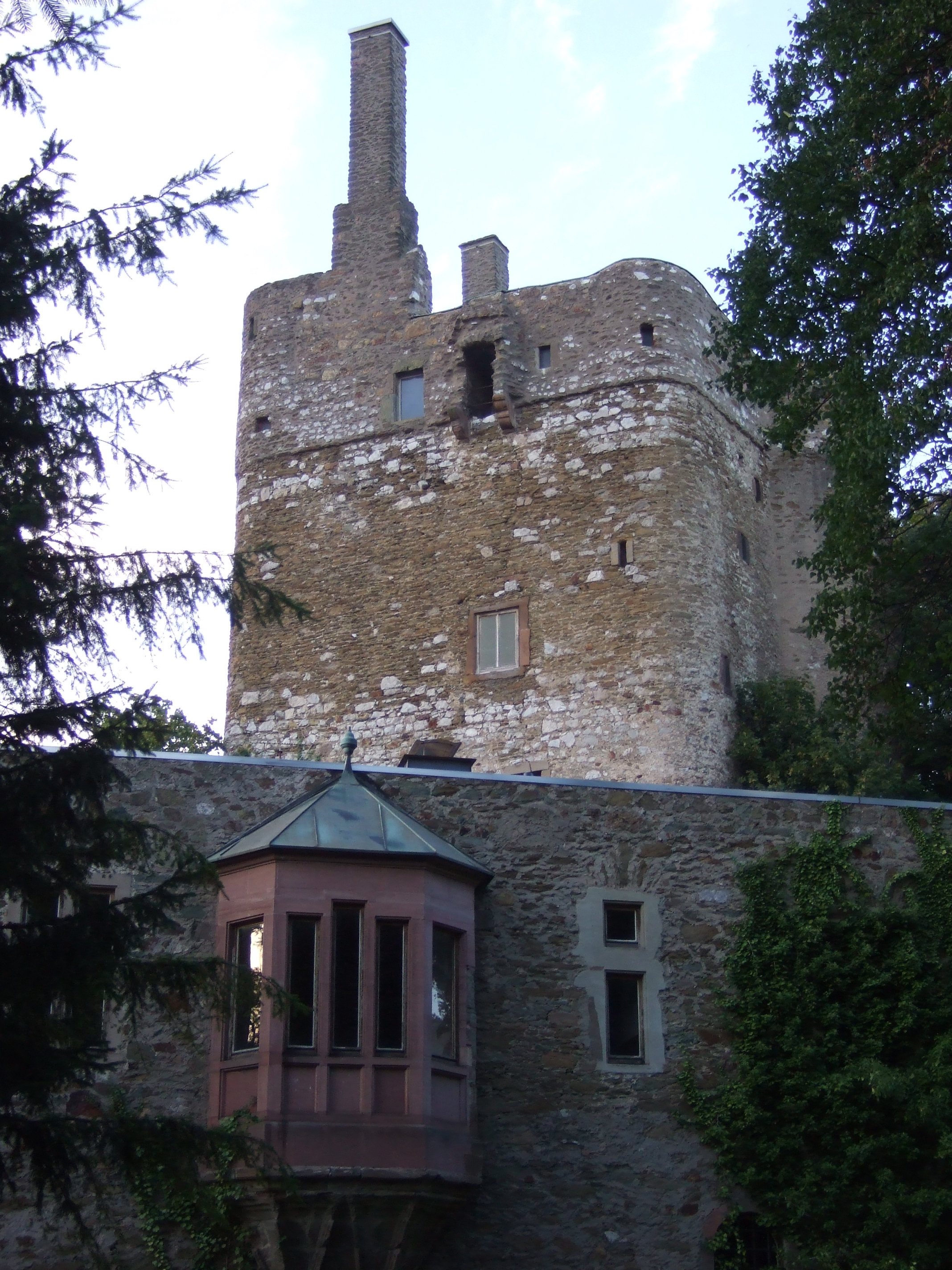
Andere Sicht auf den mächtigen Wohnturm

### Oberburg
Der eigentliche Wehrbau ist der mächtige Wohnturm, der auf der vorgeschobenen Klippe des Schwarzenbergs erbaut wurde. Diese hängt nur an der Nordseite mit dem Bergzug zusammen und ist durch einen tiefen Hohlweg, wohl dem ursprünglichen Halsgraben von ihm getrennt. Dieser Hohlweg, der sich jetzt um den östlich vom Turm liegenden unteren Bau zum Dorf hinabzieht, ist wahrscheinlich im Laufe der Zeit angehöht worden.
Nach Nordwest, West und Südwest fällt der Fels steil ab. An seinem Fuß gruppieren sich die Wirtschaftsgebäude, darunter ein Haus von 1483.
Der Grundriss des Turmes bildet ein verschobenes Viereck von im Erdgeschoss durchschnittlich 2,50 m messender Mauerstärke mit drei abgerundeten Ecken, während die vierte, nördliche, einfach abgeschrägt ist. Aus der nordöstlichen Angriffsseite springt eine halbkreisförmige, massive Vorlage heraus, die den Turm auf seiner ganzen Höhe begleitet. Der Turm enthält zwei hohe, mit Kreuzgewölben überdeckte Räume, die durch eine Holzbalkenlage jeweils in zwei Stockwerke unterteilt waren. Das oberste Gewölbe bildet die Wehrplatte, über der sich der Wehrgang noch um 3,20 m erhebt. In der Ostecke liegt, nach außen nicht hervortretend, der Treppenturm, der vom letzten Absatz unter der Wehrplatte in die Mauerdicke der Nordostseite überspringt. In der Mitte dieser Seite tritt die Treppe auf die Wehrplatte aus, um die Ecke für einen der kleinen Wehrtürme freizugeben, die, ebenfalls außen nicht vortretend, die drei abgerundeten Ecken einnehmen. Durch die vierte gebrochene Ecke führt ein schmaler Durchgang zu einem auf zwei Konsolsteinen vorgekragten Abtritt. In der Südostseite, gerade über dem hier zu ebener Erde liegenden Turmeingang, ist ein Gusserker auf Konsolen vorgekragt, in der gegenüberliegenden Wand ist ein Kamin. Zwei hohe Schornsteine überragen den Wehrgang, unten durch abgesetzt vortretende Verbreiterungen gestützt. Bis 1780 war der Turm mit einem hohen Walmdach bedeckt, das an den vier Ecken mit Wichhäusern besetzt war. In der Südwestwand ist ein großes Fenster mit steinernem Kreuzstock, der durch Kehle und Falz gegliedert ist. Ähnliche Fenster sind in den unteren Stockwerken. Die Angriffsseite hat keine Durchbrechungen.
Von den mit schlicht gekehlten Rippen versehenen spitzbogigen Kreuzgewölben ruht das unterste auf einem achteckigen Mittelpfeiler, der am Fuß und Kämpfer ins Viereck übergeführt ist. Das obere Gewölbe ruht auf einem Pfeiler mit quadratischem Querschnitt, aus dem Gurte und Rippen glatt hervorwachsen. Im untersten Saal, dessen Fenster auffallend hoch über dem Fußboden liegen, ist ein Gewölbefeld durch eine fast bis zur Mittelsäule vorspringende Mauer abgeteilt. Ein großer Kaminmantel lässt in dieser Abteilung die Küche vermuten. Im ersten Obergeschoss liegt ein Kamin an der Südostwand.

### Unterburg
Der untere Bau besitzt keine Wehrvorrichtungen. Nur die links neben ihm in einen schmalen unteren Hof führende Tür ist durch einen aus der Futtermauer vorspringenden Rundturm verteidigt.
Der in der südlichen Stirnseite gelegene Eingang führt zunächst in einen Raum, dessen vier rippenlose Kreuzgewölbe an den Wänden auf zum Teil roh skulptierten Tragsteinen, in der Mitte auf einer Rundsäule ruhen, die am Sockel ins Sechseck, am Kapitel ins Viereck übergeht.
Unter dem rechten hinteren Gewölbe ist ein Einbau aus Steinplatten erhalten, der als Herdplatz oder Räucherkammer zu deuten ist und den Raum als Küche erkennen lässt. Hinter dieser, durch eine spitzbogige Tür zugänglich, liegen die ebenfalls gewölbten Keller, von denen einer einen Zugang nach außen hat. Links vom Eingang führt eine sich anfangs um eine abgerundete Mauerecke herumbiegende, dann gerade laufende Treppe in das erste Obergeschoss, das zwar zum großen Teil eingebrochen ist, seine Anordnungen aber noch deutlich erkennen lässt. Es hat an seinem rückwärtigen, an den Fels gelehnten Teil einen Korridor, von dem ungefähr in der Mitte ein schmaler Gang mit Tonnengewölbe bis zur Vorderfront läuft. Dieser teilt das Geschoss in einen großen Vordersaal und einen, vielleicht als Küche benutzten Hinterraum. Der vordere Saal war auf einer runden Mittelsäule mit vier Kreuzgewölben überdeckt, deren Rippen sich am Kämpfer überkreuzten. In der Südwand war ein großes Fenster mit gekehltem steinernen Kreuzstock. Aus der Ostwand sprang ein Erker im halben Achteck vor. Seine noch erhaltene Bodenplatte ruht auf mit Rippen besetzten Auskragungen, denen ein männlicher und ein weiblicher Kopf als Stütze dienen. Dieser Erker reichte ehemals durch zwei Stockwerke und war mit einem Satteldach bedeckt, das in das hohe Dach des Hauptgebäudes einschnitt. An der Rückseite des ersten Obergeschosses beginnt die in einem polygonalen Turm liegende Wendeltreppe, die zu dem fast ganz zerstörten zweiten Obergeschoss und damit zu dem Eingang in den Wohnturm führt.

### Umgebung
Das Wohngebäude und den Burgfelsen umziehen in verschiedenem Abstand und verschiedener Höhenlage Zwingermauern, die sich an der Westseite mit den hier angebauten Wirtschaftsgebäuden vereinigen. Außer dem erwähnten 1483 errichteten Bau sind es langgestreckte, um einen rechteckigen Hof gelegene Fachwerkbauten mit einer teilweise reichen, auf das 16. Jahrhundert deutenden Holzbehandlung. Derselben Zeit scheint auch das steinerne Erdgeschoss eines der Flügel zu entstammen.